# Кареев, Сергей Алексеевич
Сергей Алексеевич Кареев  (9 июня 1846 — 12 февраля 1914) — русский военачальник, генерал от кавалерии (1910), участник Русско-турецкой войны 1877—1878 годов. 

## Биография
Родился в 1846 году. Окончил Николаевское кавалерийское училище, откуда был выпущен в 1867 году корнетом в Киевский 9-й гусарский полк. Ротмистр (1876). Участвовал в Русско-турецкой войне 1877—1878 годов, за отличие был произведён в подполковники. С 1891 года — полковник. В том же году получил под своё командование Новотроицко-Екатеринославский 4-й драгунский полк. Служил полковым командиром девять лет (1891—1900). 
В 1900 году был произведён в генерал-майоры и назначен командиром 2-й бригады 6-й кавалерийской дивизии; в дальнейшем командовал двумя другими кавалерийскими бригадами. В 1907 году был повышен до генерал-лейтенанта.
В 1910 году был уволен в отставку с производством в генералы от кавалерии.
Скончался в 1914 году в Москве и был похоронен на Скорбященском монастырском кладбище.